# 眨單眼

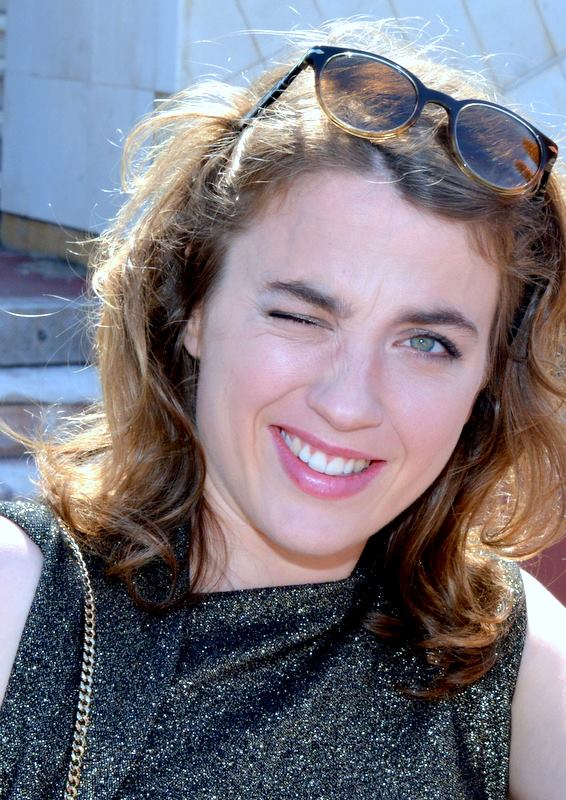
阿黛兒·艾奈爾正在眨單眼，照片攝於2016年

眨單眼（英語：Wink）又稱拋媚眼、眼放電，是人類一種通过短暂地闭上一只眼睛而做出的面部表情。眨眼是一种非正式的非言语交际，通常表示某種意图。有時眨單眼可能会被他人误解。例如，在世界的某些地区，眨單眼可能被认为是无礼或冒犯。